# Čermasan
Il Čermasan (in russo Чермасан?; in baschiro Сәрмәсән) è un fiume della Russia europea sudorientale (Repubblica Autonoma della Baschiria), affluente sinistro della Belaja (bacino idrografico della Kama).
Nasce e scorre, con direzione mediamente nord-orientale, nella zona delle alture di Bugul'ma e Belebej, sfociando nel medio corso della Belaja alcuni chilometri a valle dell'insediamento di Kušnarenkovo. Ha una lunghezza di 186 km, il suo bacino è di 3 970 km². Sfocia nella Belaja a 332 km dalla foce.
Non incontra alcun centro urbano di rilievo in tutto il suo corso; è gelato, mediamente, da novembre ad aprile.